# Bahnstation Reicholzheim
Bahnstation Reicholzheim ist ein Wohnplatz am namengebenden Haltepunkt Reicholzheim, früher Bahnhof Reicholzheim, der Bahnstrecke Lauda–Wertheim auf der Gemarkung der Wertheimer Ortschaft Reicholzheim im Main-Tauber-Kreis im fränkisch geprägten Nordosten Baden-Württembergs.

## Geographie
Der Wohnplatz Bahnstation Reicholzheim befindet sich im Nordwesten der Wertheimer Ortschaft Reicholzheim im Taubertal.

## Geschichte
Der Wohnplatz kam als Teil der ehemals selbständigen Gemeinde Reicholzheim am 1. Januar 1975 zur Stadt Wertheim.

## Kulturdenkmale
Kulturdenkmale in der Nähe des Wohnplatzes sind in der Liste der Kulturdenkmale in Wertheim verzeichnet.

## Verkehr
Der Wohnplatz ist über eine von der K 2879 (Alte Heerstraße) abzweigende Straße zu erreichen, außerdem führt der Taubertalradweg vorbei.